# Franck-Olivier Bonnet
Pour les articles homonymes, voir Bonnet.
Jean-Paul Bonnet, qui adopte le pseudonyme Franck-Olivier Bonnet, est un acteur belge, né le 21 juin 1946 à Tournai, et mort le 25 mars 2013 à Paris 10e.
Durant une carrière qui s'étend sur plus de trente ans, il apparaît au cinéma, dans des téléfilms ainsi qu'au théâtre.

## Biographie
Bonnet travaille à l'usine Unisac de Tournai et effectue son service militaire à Düren au sein des Forces belges en Allemagne. Il se passionne pour le théâtre et s'installe à Paris en septembre 1966 afin de suivre des cours. Il tient son premier rôle au cinéma en 1979 dans La Guerre des polices du réalisateur Robin Davis. Au cours de sa carrière, l'acteur tourne une quarantaine de longs métrages et interprète essentiellement des seconds rôles. Il apparaît dans des comédies, notamment Papy fait de la résistance et Les Visiteurs 2 de Jean-Marie Poiré, mais aussi dans des films tels La Guerre du feu de Jean-Jacques Annaud et 37°2 le matin de Jean-Jacques Beineix. Il tourne dans des séries télévisées françaises comme Navarro et Joséphine, ange gardien. Bonnet joue également au théâtre, notamment Les Palmes de monsieur Schutz de Jean-Noël Fenwick et des pièces classiques comme L'Avare de Molière. Il joue le rôle du juge Mercier dans le téléfilm Sauveur Giordano Descente aux enfers tourné en 2007. 
Mort fin mars 2013 à l'hôpital Lariboisière à Paris des suites d'un cancer, il est crématisé le 11 avril au crématorium du Père Lachaise.

## Filmographie partielle

### Acteur

#### Cinéma

##### Longs métrages
- 1979 : La Guerre des polices de Robin Davis : René
- 1979 : Bête, mais discipliné de Claude Zidi : le sergent
- 1979 : C'est pas moi, c'est lui de Pierre Richard : Weiss
- 1980 : Voulez-vous un bébé Nobel ? de Robert Pouret : Gousseaud
- 1980 : Un mauvais fils de Claude Sautet : le patron de l'entreprise de transport
- 1980 : Est-ce bien raisonnable ? de Georges Lautner : le conducteur râleur
- 1980 : Rends-moi la clé de Gérard Pirès : le garagiste
- 1980 : La Guerre du feu de Jean-Jacques Annaud : Aghoo
- 1981 : Les hommes préfèrent les grosses de Jean-Marie Poiré : le voisin musclé
- 1981 : Le Choc  de Robin Davis : Silvio
- 1982 : T'empêche tout le monde de dormir  de Gérard Lauzier : le gros bras au "Palace"
- 1982 : Le Quart d'heure américain  de Philippe Galland : la bête
- 1982 : Le Gendarme et les Gendarmettes  de Jean Girault et Tony Aboyantz : le gros bras
- 1982 : Équateur  de Serge Gainsbourg : l'homme de Lyon
- 1982 : Le Retour des bidasses en folie  de  Michel Vocoret : l'adjudant Cossade
- 1982 : Tout le monde peut se tromper  de Jean Couturier : Vincent Chauchard
- 1983 : Papy fait de la résistance  de Jean-Marie Poiré : Ralph
- 1983 : Charlots Connection  de Jean Couturier : Dominique
- 1983 : P'tit Con  de Gérard Lauzier
- 1983 : Un chien dans un jeu de quilles  de Bernard Guillou : le malabar
- 1983 : S.A.S. à San Salvador  de Raoul Coutard : colonel Mendoza
- 1984 : Le Fou du roi  de Yvan Chiffre : l'officier flamand
- 1984 : Ave Maria de Jacques Richard : Raymond Porcheron
- 1985 : Le téléphone sonne toujours deux fois de Jean-Pierre Vergne : l'adjoint du commissaire
- 1986 : Black Mic-Mac de Thomas Gilou
- 1986 : Chère canaille de Stéphane Kurc
- 1986 : 37°2 le matin de Jean-Jacques Beineix
- 1993 : La Crise de Coline Serreau : Bébert
- 1998 : Les Couloirs du temps : Les Visiteurs 2 de Jean-Marie Poiré  : Boniface
- 1998 : Cuisine américaine de Jean-Yves Pitoun  : le premier policier
- 1998 : Ça n'empêche pas les sentiments de Jean-Pierre Jackson  : le patron du Mistific
- 1999 : Astérix et Obélix contre César de Claude Zidi  : le garde-porte
- 2000 : Quand on sera grand de Renaud Cohen  : le voisin
- 2000 : La Taule de Alain Robak  : le maton raciste
- 2001 : Le Fabuleux Destin d'Amélie Poulain de Jean-Pierre Jeunet
- 2005 : Angel-A de Luc Besson : le dernier client

##### Courts métrages
- 1996 : Tu veux ou tu veux pas de Lorenza Anna Ceretti
- 1997 : Nous habitons tous une île déserte de Jennifer Devoldère
- 2004 : 600 secondes pour refaire le monde d'Etienne Labroue : Révérend Scott S. Stevenson
- 2011 : La Téléformation de Guillaume de Ginestel : le mafieux

#### Télévision
- 1977 : Chapeau melon et bottes de cuir, épisode : Le long sommeil - Minsky
- 1978 : Madame le juge : Autopsie d'un témoignage de Philippe Condroyer
- 1981 -1980 : Julien Fontanes, magistrat (TV Series) 2 épisodes  : 
  - 1981 : Le Soulier d'or de François Dupont-Midy - Marcel
  - 1980 : Un cou de taureau  de Guy Lefranc - Le Flandrin
- 1981 : Caméra une première - épisode : L'Étouffe grand-mère de Jean-Pierre Bastid - Dédé
- 1982 : Les Cinq Dernières Minutes, épisode : Les Pièges de Claude Loursais - Louis Blares
- 1983 : Cinéma 16 - téléfilm : Le Château faible de Jean Larriaga
- 1985 : Hôtel de police - épisode : Le retraité de la Coloniale  - Lebeau
- 1987 : Série noire (séries) 2 épisodes : 
  - 1987 : Noces de plomb de Pierre Grimblat - Bonaz
  - 1987 : Lorfou de Daniel Duval - Un gendarme
- 1988 : Les Enquêtes du commissaire Maigret, épisode : La Pipe de Maigret de Jean-Marie Coldefy - Nicolas
- 1988 : Palace  - épisode #1.1 - Le responsable du RAID
- 1989 : Les Cinq Dernières Minutes : Les Chérubins ne sont pas des anges de Jean-Pierre Desagnat - Victor Baron
- 1991 : Cas de divorce, épisode : Allard contre Allard  - Grégory Allard
- 1991 : L'Enfant des loups, téléfilm de Philippe Monnier - Weroc
- 1991 : Quiproquos !, téléfilm de Claude Vital - Galuret
- 1994 : L'Aigle et le Cheval, téléfilm de Serge Korber
- 1994 : Au beau rivage, téléfilm de Serge Korber - Barberine
- 1994 : B comme Bolo, téléfilm de Jean-Michel Ribes - Le poissonnier
- 1995 : Aldo tous risques, épisode : Corps de ballet de François Cohen-Séat
- 1995 : L'histoire du samedi - épisode : Lettre ouverte à Lili de Jean-Luc Trotignon - Sauveur
- 1996 : La Guerre des poux, téléfilm de Jean-Luc Trotignon - Le père de Wilfried
- 1998 : Drôle de père de Charlotte Brändström - Georges
- 1998 : Regards d'enfance : épisode L'Été de Mathieu, téléfilm de Sylvie Durepaire - M. Marteau
- 1999 : Une femme d'honneur, épisode Mort en eaux troubles de Philippe Monnier - Gilbert Lavergne
- 1999 : Sécurité rapprochée, téléfilm de Bruno Troisiho - Richter
- 2000 : Commissaire Moulin, épisode : Passage protégé de Yves Rénier - Le patron de l'entrepôt
- 2001 : Villa mon rêve, téléfilm de Didier Grousset
- 2001 : Des croix sur la mer, téléfilm de Luc Béraud - Gadona
- 2003 : Louis Page, épisode : L'Orphelin de Jean-Louis Lorenzi -  Le maire
- 2003 : Joséphine, ange gardien, épisode : Le compteur à zéro de Henri Helman - Wajda
- 2003 : Navarro, épisode : Police racket de Patrick Jamain - Georges le Planton
- 2005 : Le Temps meurtrier, téléfilm de Philippe Monnier - Gendarme Belgrand
- 2005 : L'Évangile selon Aîmé, téléfilm de André Chandelle - Le père Mariste
- 2007 : Sauveur Giordano, épisode Descente aux enfers de Pierre Joassin - Le juge Mercier
- 2007 : Chat bleu, chat noir, 1ère partie : Les Années folles de Jean-Louis Lorenzi -  Lépicier
- 2002 - 2008 : Père et Maire (série) - 18 épisodes : Charles Gentiane, l'employé municipal

## Théâtre (sélection)
- 1978:  La tour vandenesle de fauquet avec l'aide de Coluche. Mise en scène Nikolaï Arutène            (Les Blancs Manteaux)
- 1980 : Silence... on aime de Michel Lengliney, mise en scène Maurice Risch, Théâtre des Bouffes-Parisiens
- 1984 : Le Bluffeur de Marc Camoletti, mise en scène de l'auteur, Théâtre de la Michodière, Théâtre des Variétés
- 1989 : L'avare de Molière, mise en scène Pierre Franck, Théâtre des Célestins
- 1993 : Les Palmes de monsieur Schutz de Jean-Noël Fenwick, mise en scène Gérard Caillaud, Théâtre de la Michodière
- 1995 : Les gagneurs de Alain Krief, mise en scène Stéphane Hillel, Théâtre Rive Gauche
- 2006 : Le système Ribadier de Georges Feydeau, mise en scène Georges Beller, tournée